# Gelbkopf-Büschelaffe

Verbreitungsgebiet

Der Gelbkopf-Büschelaffe oder -äffchen (Callithrix flaviceps) ist eine Primatenart aus der Familie der Krallenaffen.

## Merkmale
Gelbkopf-Büschelaffen sind wie alle Krallenaffen relativ kleine Primaten, sie erreichen ein Gewicht von rund 400 Gramm. Ihr Fell ist vorwiegend schwarzgrau gefärbt, wobei der Bauch etwas heller ist, der lange Schwanz ist schwarz-grau geringelt. Ihr Kopf ist durch die orange-gelben Haare an der Oberseite und an den Wangen charakterisiert, an den Ohren befinden sich weißliche oder gelbe Haarbüschel. Bis auf die dunklen Ringe um die Augen und die Nase ist das Gesicht überwiegend weiß gefärbt. Wie bei allen Krallenaffen befinden sich an den Fingern und Zehen (mit Ausnahme der Großzehe) Krallen statt Nägeln.

## Verbreitung und Lebensraum
Gelbkopf-Büschelaffen bewohnen ein kleines Gebiet im südöstlichen Brasilien, ihr Verbreitungsgebiet umfasst den Süden von Espírito Santo und den Südosten von Minas Gerais. Ihr Lebensraum sind die gebirgigen atlantischen Küstenwälder in Höhen von bis zu 1200 Metern.

## Lebensweise und Ernährung
Gelbkopf-Büschelaffen sind wie alle Krallenaffen tagaktive Baumbewohner, wo sie sich vierbeinig oder springend fortbewegen. Die Nächte verbringen sie in Baumhöhlen oder anderen Unterschlupfen. Diese Primaten leben in Gruppen von 4 bis 15 Tieren, die meist von einem dominanten Paar angeführt werden.
Baumsäfte spielen eine wichtige Rolle bei der Ernährung, wenngleich ihr Gebiss weniger gut für das Annagen der Baumrinde geeignet ist als das anderer Büschelaffen. Baumsäfte werden vorwiegend dann aufgenommen, wenn Früchte und Samen, eine weitere wichtige Nahrung, nicht vorhanden. Daneben verzehren sie auch Insekten und andere Kleintiere.

## Fortpflanzung
Normalerweise pflanzt sich nur das dominante Weibchen einer Gruppe fort, der Eisprung der anderen Tiere wird unterdrückt. Nach einer rund 140- bis 150-tägigen Tragzeit kommen meist Zwillinge zur Welt. Der Vater und die anderen Gruppenmitglieder beteiligen sich intensiv an der Jungenaufzucht, sie tragen sie herum, beschäftigen sich mit ihnen und überlassen sie der Mutter nur zum Säugen. Die Fortpflanzungsrate ist relativ hoch, fünf bis acht Monate nach der Geburt kann das Weibchen erneut werfen.

## Bedrohung
Gelbkopf-Büschelaffen bewohnen ein kleines Gebiet, das intensiven Waldrodungen ausgesetzt ist. Die Gesamtpopulation wird auf weniger als 2500 ausgewachsene Tiere geschätzt und ist darüber hinaus stark zersplittert, keine Einzelpopulation umfasst mehr als 250 Tiere. Hinzu kommt, dass ein Teil des Verbreitungsgebietes in Grundstücken in Privatbesitz liegt und dadurch der Schutz nicht garantiert ist. Die IUCN listet die Art als „stark gefährdet“ (endangered).